# Pfarrkirche Markt Neuhodis

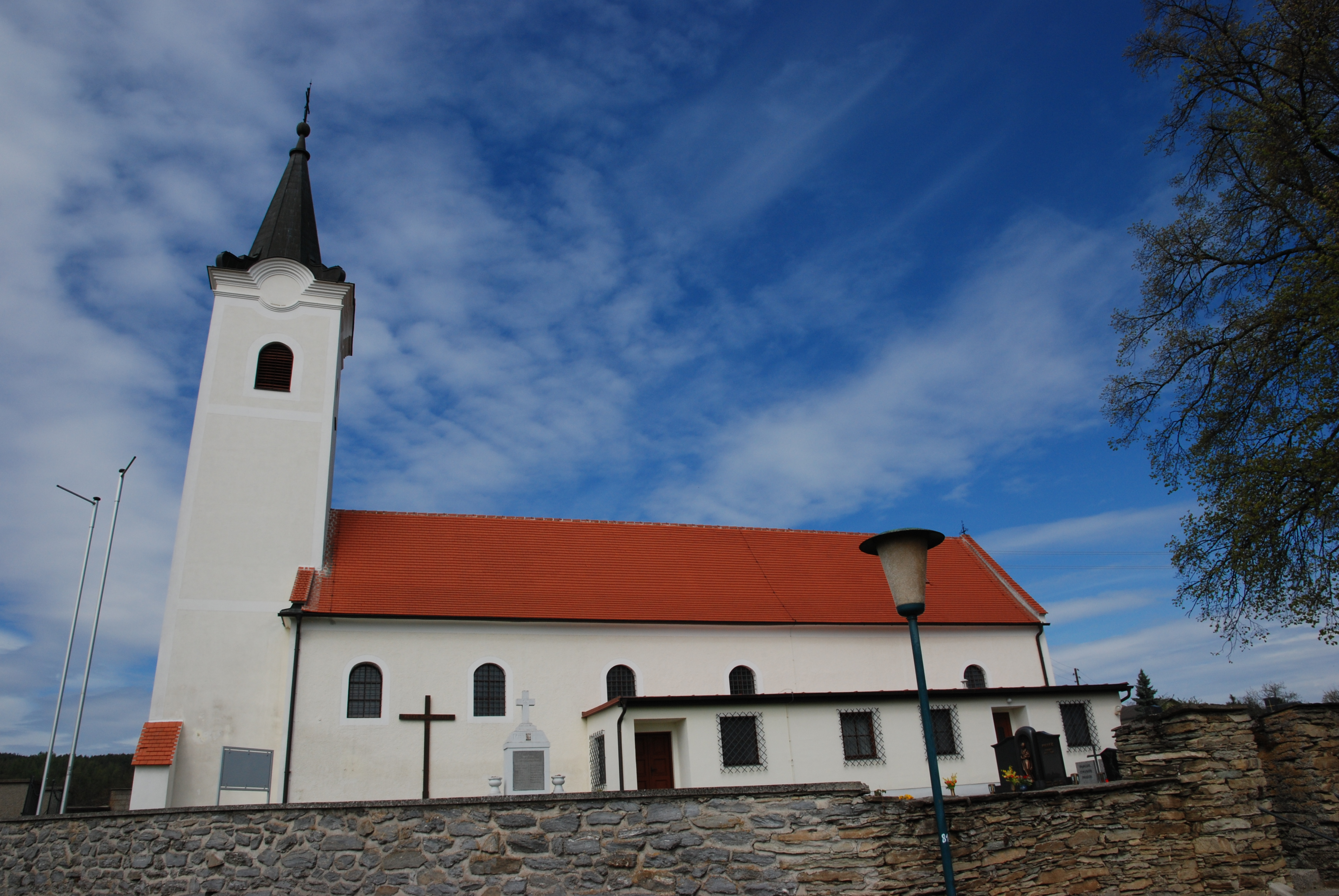
Kath. Pfarrkirche hl. Johannes der Täufer in Markt Neuhodis

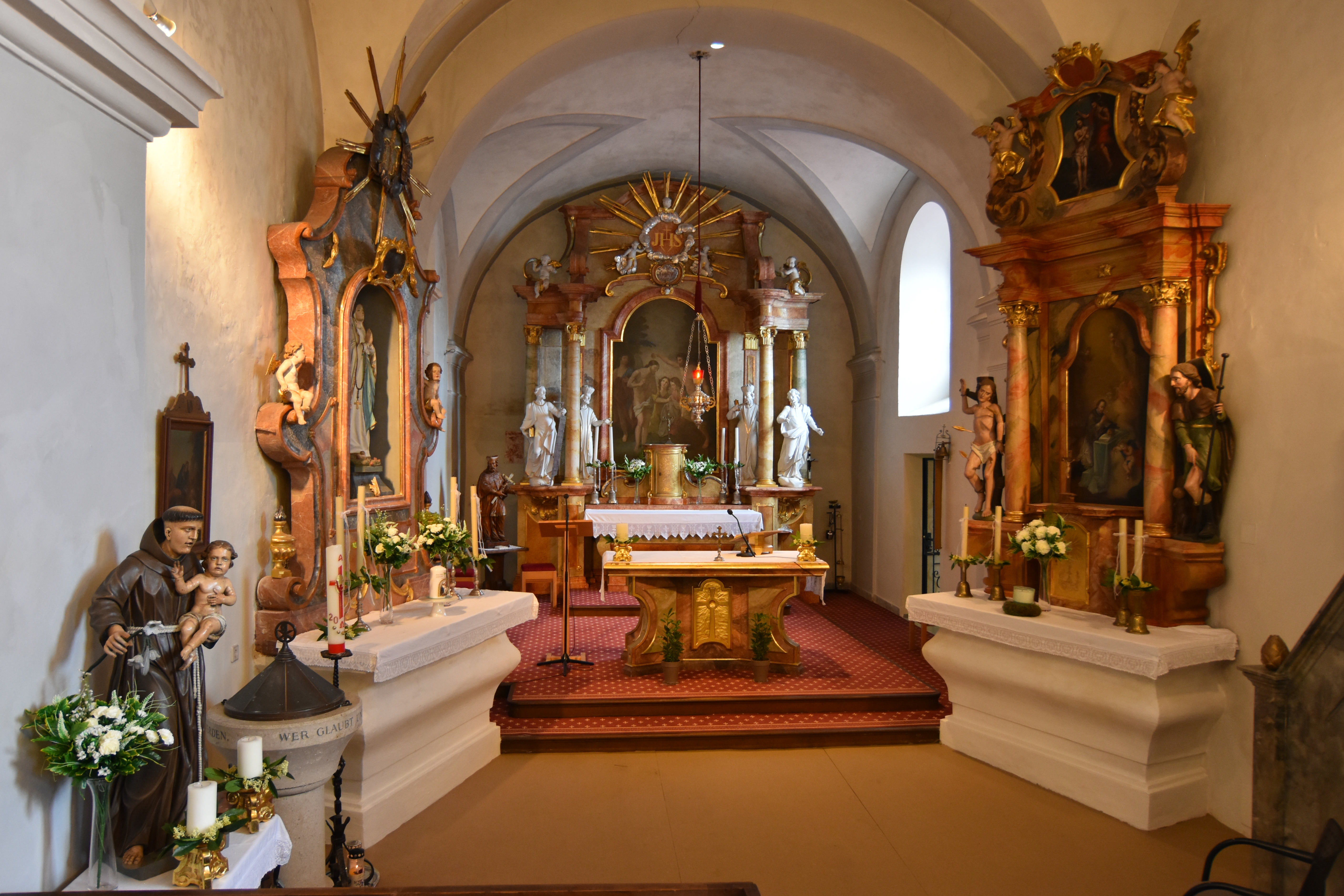
Innenansicht der Filialkirche

Die römisch-katholische Pfarrkirche Markt Neuhodis steht auf einem Hügel über der Gemeinde Markt Neuhodis im Bezirk Oberwart im Burgenland. Sie ist dem heiligen Johannes der Täufer geweiht und gehört zum Dekanat Rechnitz in der Diözese Eisenstadt. Das Bauwerk steht unter Denkmalschutz.

## Geschichte
Die Kirche wurde 1776 unter Verwendung von teils mittelalterlichem, teils barockem Mauerwerk erbaut. 1939 wurde die Pfarre eigenständig. Restaurierungen erfolgten in den Jahren 1832, 1952, 1974 und 1976.

## Kirchenbau
Kirchenäußeres
Die Kirche ist ein langer einschiffiger Bau mit gleich breitem quadratischen Chor. Sie hat einen hohen vorgesetzten Kirchturm mit Spitzhelm. Dieser ist im Erdgeschoß mittelalterlich.
Kircheninneres
Die fünf Joche des Langhauses und das Chorjoch sind tonnengewölbt mit Stichkappen. Der Kirchenraum ist pilastergegliedert. Die Empore ruht über einem breiten Bogen. Der Triumphbogen ist schmal ausgeführt.

## Ausstattung
Der Hochaltar wurde um 1754 geschaffen. Er ist ein zweigeschoßiger Säulenaltar mit vier Holzfiguren, die die Heiligen Jakobus, Philippus außen und die Heiligen Cosmas und Damian innen darstellen. Das Altarbild zeigt die „Taufe Christi“ und entstand 1776. Es ist eine Kopie nach Guido Reni. Das Original hängt im Kunsthistorischen Museum in Wien. Die Zuschreibung an Heinrich Füger ist fraglich.
Der rechte Seitenaltar entstand Mitte des 18. Jahrhunderts. Bei diesem handelt es sich um einen schmalen Säulenaltar. Die Holzfiguren stellen die Heiligen Sebastian und Rochus dar. Das Bild zeigt den heiligen Johannes Nepomuk.
Der linke Seitenaltar wurde 1776 geschaffen und besteht aus einer Retabelrückwand mit geschwungenem Umriss. Auf dem Altar steht eine Lourdes-Madonna. Der Altar ist durch Putten und Vasen verziert.
Die Kanzel wurde Mitte des 18. Jahrhunderts gebaut. Auf dem Korb sind Sitzfiguren der vier Evangelisten dargestellt. Die Orgel aus 1910 wurde von Gebrüder Rieger/Jägerndorf gebaut.